# Вангю Макшут
Вангю (Вангьо) Георчев Макшут с псевдоним Белич (изписване до 1945 година: Бѣличъ) е български революционер, крушовски градски войвода на Вътрешната македоно-одринска революционна организация.

## Биография
Макшут е роден в Крушево, в Османската империя, днес Северна Македония. Привлечен е към ВМОРО и влиза в Крушевския революционен комитет. Към 1901 година е член на терористичната група на комитета. Дългогодишен ръководител е на градската чета. През май 902 година участва в милицията, притекла се на помощ на обсадената в Ракитница чета на Велко Марков. През Илинденско-Преображенското въстание е в отряда на Иван Алябака и взема участие в нападението срещу турската казарма в Крушево. В 1904 година Макшут е избран за член на околийския комитет на ВМОРО. В 1910 година, по време на обезоръжителната акция в Крушево, Вангю Макшут е арестуван и измъчван.
По случай 15-ата годишнина от Илинденско-Преображенското въстание за заслуги към постигане на българския идеал в Македония през Първата световна война е награден с орден „Свети Александър“.